# マイケル・ジーレンジガー
マイケル・ジーレンジガー（Michael Zielenziger、1955年6月22日 - ）は、アメリカ合衆国のジャーナリスト。

## 略歴
プリンストン大学ウッドロウ・ウィルソン校で国際関係論を学ぶ。スタンフォード大学大学院卒。
カリフォルニア州の地方紙『サンノゼ・マーキュリー・ニューズ』の環太平洋地域担当特派員として活動。一連の中国報道で1995年度ピューリッツァー賞国際報道賞の最終候補となった。1997年から7年間にわたって『マイアミ・ヘラルド』などの新聞の発行元であるナイトリッダー社の東京支局長を務め、日本およびアジアの社会・経済・政治について論じた。
現在、カルフォルニア大学バークレー校東アジア研究所客員研究員。

## 引きこもりについて
著書『ひきこもりの国』において、ひきこもりが生じた理由を、個性を排除する集団主義的保守主義による日本のシステムにこそ問題があると指摘し、ひきこもりの若者こそ独創性を持ち、自分の個性を捨てることを受け入れることができないからこそ家にひきこもる以外に居場所がないとした。

## 書籍
- 『ひきこもりの国』河野純治訳、光文社、2007年 ISBN 978-4334961961